# Geneviève Laloz
Geneviève Maria Laloz (gift Jacques), född 15 oktober 1898 i Charleville-Mézières, Ardennes, död 2 juni 1986 i Clamart, Hauts-de-Seine, var en fransk friidrottare med löpgrenar som huvudgren. Laloz var världsrekordhållare och blev medaljör vid 1922 i Monte Carlo och Damolympiaderna 1922 i Paris och 1926 i Göteborg och var en pionjär inom damidrott.

## Biografi

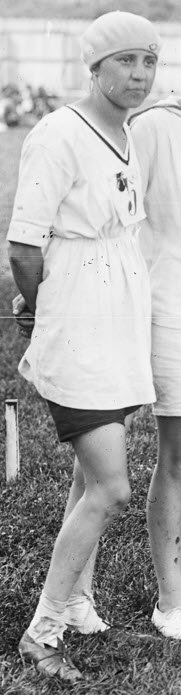
Geneviève Laloz

Geneviève Laloz föddes 1898 i Charleville i nordöstra Frankrike, i ungdomstiden var hon aktiv friidrottare och gick 1920 med i idrottsföreningen "En Avant Paris" i Paris. Från 1922 tävlade hon för "Olympiques de Paris", från 1924 för "La Clodoaldienne" i Saint-Cloud och från 1925 för "Golf Club de Paris". Hon tävlade i kort- och medeldistanslöpning samt häcklöpning, och även i längdhopp, kulstötning, diskuskastning och spjutkastning. Under tiden i "En Avant Paris" spelade hon även fotboll och blev fransk mästare 1920.
1920 ingick hon i det kombinationslag (med Jeanne Brulé, Thérèse Brulé, Chatelut, Defigier, Germaine Delapierre, Jeanne Janiaud, Louise Ourry, Carmen Pomiès från Fémina Sport, J. Lévêque från "Les Sportives de Paris" och lagkapten Madeleine Bracquemond, Thérèse Laloz, Rigal, Rimbaux, A. Trotmann, J. Trotmann, Viani från "En Avant Paris") som spelade den första internationella matchen i damfotboll 30 april mot engelska "Dick, Kerr's Ladies FC" i England.
Den 11 juli 1920 blev hon fransk mästare i längdhopp vid tävlingar på Élisabethstadion i Paris, under samma tävling tog hon bronsmedalj i löpning 1000 meter. 1922 tog hon bronsmedalj i diskuskastning och en 5:e plats i häcklöpning vid de franska mästerskapen (Championnats de France d'Athlétisme - CFA) den 25 juni vid tävlingar i Colombes.
1922 deltog hon i de andra Monte Carlospelen där hon tog bronsmedalj i femkamp och silvermedalj i stafettlöpning 4 x 175 meter (med Laloz, Alice Gonnet, Alice Gonnet, Paulette de Croze och Alice Beuns).
Laloz deltog sedan även i den första ordinarie Damolympiaden den 20 augusti 1922 i Paris. Under idrottsspelen vann hon bronsmedalj i häcklöpning 100 yards.
Den 14 juli 1924 blev hon fransk mästare i häcklöpning (med franskt rekord och inofficiellt världsrekord) vid tävlingar på Élisabethstadium i Paris. Under samma tävling kom hon på 4:e plats i löpning 80 meter. Senare samma år deltog hon vid Damolympiaden 1924 där hon nådde en 4.e plats i häcklöpning.
1925 tog hon silvermedalj i häcklöpning, bronsmedalj i löpning 250 meter och slutade på en 5.e plats i löpning 80 meter vid mästerskapen 12 juli i Colombes.
Den 20 juni 1926 satte hon världsrekord i stafettlöpning 10 x 100 meter (med bland andra Geneviève Laloz som tredje löpare) med tiden 2:19,6 minuter vid klubbtävlingar i Paris. Den 6 juli samma år satte hon även världsrekord i stafettlöpning 4 x 75 meter (med Georgette Gagneux, Geneviève Laloz som andre löpare, Simone Chapoteau och Marguerite Radideau) med tiden 38,8 sekunder vid en landskamp i Prag.
Laloz deltog även i den andra Damolympiaden 27–29 augusti 1926 i Göteborg. Under idrottsspelen vann hon silvermedalj i stafett 4x110 yards (med Louise Bellon, Geneviève Laloz, Yolande Plancke och Marguerite Radideau).
1926 återtog Laloz mästartiteln i häcklöpning 83 meter vid tävlingar 14 juli i Bry-sur-Marne, vid samma tävling tog hon silvermedalj i löpning 250 meter och slutade på 4.e plats i löpning 80 meter. 1927 försvarade hon mästartiteln i häcklöpning vid tävlingar 10 juli i Roubaix. Senare drog hon sig tillbaka från tävlingslivet.